# 津川警察署
津川警察署（つがわけいさつしょ）は、新潟県警察が管轄する警察署の一つである。

## 管轄区域
- 東蒲原郡阿賀町

## 所在地
- 新潟県東蒲原郡阿賀町津川306-1

## 沿革
- 1878年（明治11年）：福島県会津若松警察署津川分署として発足
- 1880年（明治13年）：福島県坂下警察署津川分署となる
- 1886年（明治19年）：新潟県に編入。新発田警察署津川分署となる
- 1948年（昭和23年）：警察法の施行により、国家地方警察東蒲原地区警察署、自治体警察津川町警察署、両鹿瀬村警察署に分割
- 1954年（昭和29年）：警察法改正により、新潟県警察津川警察署となる
- 1993年（平成5年）：現在地に新築移転

## 組織
- 警務課
- 会計課
- 生活安全課
- 地域課
- 刑事課
- 交通課
- 警備課

## 交番
なし

## 駐在所
- 豊川駐在所（東蒲原郡阿賀町豊川甲360-1）
- 白崎駐在所（東蒲原郡阿賀町白崎1048）
- 五十沢駐在所（東蒲原郡阿賀町五十沢1823）
- 熊渡駐在所（東蒲原郡阿賀町熊渡2247-1）
- 鹿瀬駐在所（東蒲原郡阿賀町向鹿瀬803-7）
- 日出谷駐在所（東蒲原郡阿賀町日出谷乙1640-1）